# نير أباد (ريغستان)
نیر أباد (بالفارسية: نیرآباد) هي قرية تقع في إيران في قسم ریغستان الريفي. يقدر عدد سكانها بـ 150 نسمة .